# Шилович Ігор Іванович
І́гор Іва́нович Шило́вич (10 лютого 1967, Глеваха, Україна — 29 грудня 2023, Донецька область, Україна) — український військовослужбовець батальйону Гроза бригади Буревій, учасник російсько-української війни..

## Нагороди
- Орден «За мужність» III ступеня (посмертно)[2]